# マレステラ・トレス
マレステラ・トレス（Marestella Torres、1981年2月20日-）はフィリピンの女子陸上競技選手。専門は走幅跳。東ネグロス州サンホセ出身。
今までにアジア陸上競技選手権大会の走り幅跳びで金、銀、銅のメダルをそれぞれ2009年、2005年、2002年に1枚ずつ獲得している。国際大会では2005年と2009年に世界陸上競技選手権大会に、2008年に北京オリンピックに出場しているが、予選突破はできていない。

## 自己ベスト
- 100m - 12秒44 (2007年8月26日、大阪市)
- 棒高跳び - 3m00 (2002年5月4日、マニラ)
- 走り幅跳び - 6m71 (2011年11月12日、パレンバン)
- 三段跳び - 12m67 (2004年6月3日、マニラ)